# Rosalyn Tureck
Rosalyn Tureck (født 14. december 1914 i Chicago, død 17. juli 2003 i New York) var en amerikansk pianist. Hun var først og fremmest en af det 20. århundredes betydeligste fortolkere af Bachs klavermusik; men hun spillede også bl.a. Beethoven, Chopin, Brahms og nyere amerikanske komponister.